# Daniel Mobaeck
Kent Daniel Mobaeck (22 maggio 1980) è un ex calciatore svedese, di ruolo centrocampista.

## Palmarès

### Club

#### Competizioni nazionali
- Campionato svedese: 2

Elfsborg: 2006, 2012
- Coppa di Svezia: 1

Elfsborg: 2013-2014
- Supercoppa di Svezia: 1

Elfsborg: 2007
- Superettan: 2

Kalmar: 2001, 2003